# Chiaöl

Allgemeine chemische Struktur von Fetten, wie Chiaöl (R^{1}, R^{2} und R^{3} sind Alkyl- oder Alkenylreste mit einer meist ungeraden Anzahl von Kohlenstoffatomen): Triester des Glycerins.

Das Chiaöl ist ein aus den Klausen (Samen) der mexikanischen Chia gewonnenes Pflanzenöl.
Es ist eine hellgelbe, durchsichtige, geruchlose bis leicht angenehm nussig riechende Flüssigkeit. Von den Fettsäureresten des Triglycerids sind rund 60 % α-Linolensäure, sowie Linolsäure, einfach ungesättigten Fettsäuren wie Ölsäure und gesättigte Fettsäuren Stearinsäure und Palmitinsäure.  Daneben sind Vitamine, Mineralien und Antioxidantien im Öl enthalten. Die Eigenschaften von Chiaöl ähneln denen von Leinöl.
Zur Ölgewinnung können die Samen heiß oder kalt gepresst werden. Im Falle des Chiaöls macht die Temperatur bei der Pressung kaum einen Unterschied in der Qualität. Im Vergleich zur  Extraktion mit  Lösungsmitteln gilt die Ölgewinnung mittels überkritischem Kohlenstoffdioxid als besonders umweltschonende Methode. Sind Druck und Temperatur dabei optimal eingestellt, entspricht die Ausbeute der Ölgewinnung nahezu der der  Lösungsmittelextraktion. Unterschiede in der Fettsäurenzusammensetzung zeigen sich lediglich bei der Linolsäure, die bei der überkritischen Kohlenstoffdioxid  Extraktion einen höheren Gehalt aufweist.
Neben der Küche, wo es wie Rapsöl kalt oder heiß verwendet wird, und den Eigengeschmack von Speisen verstärkt, nimmt man Chiaöl traditionell als Firnis in der mexikanischen Lackmalerei, wo seine Transparenz und Beständigkeit geschätzt wird. Die Antioxidantien verhindern das Vergilben. Es ist deshalb ein hervorragender Schutz für Leinwand-, Töpfer- und Holzfarben.